# Bell X-5

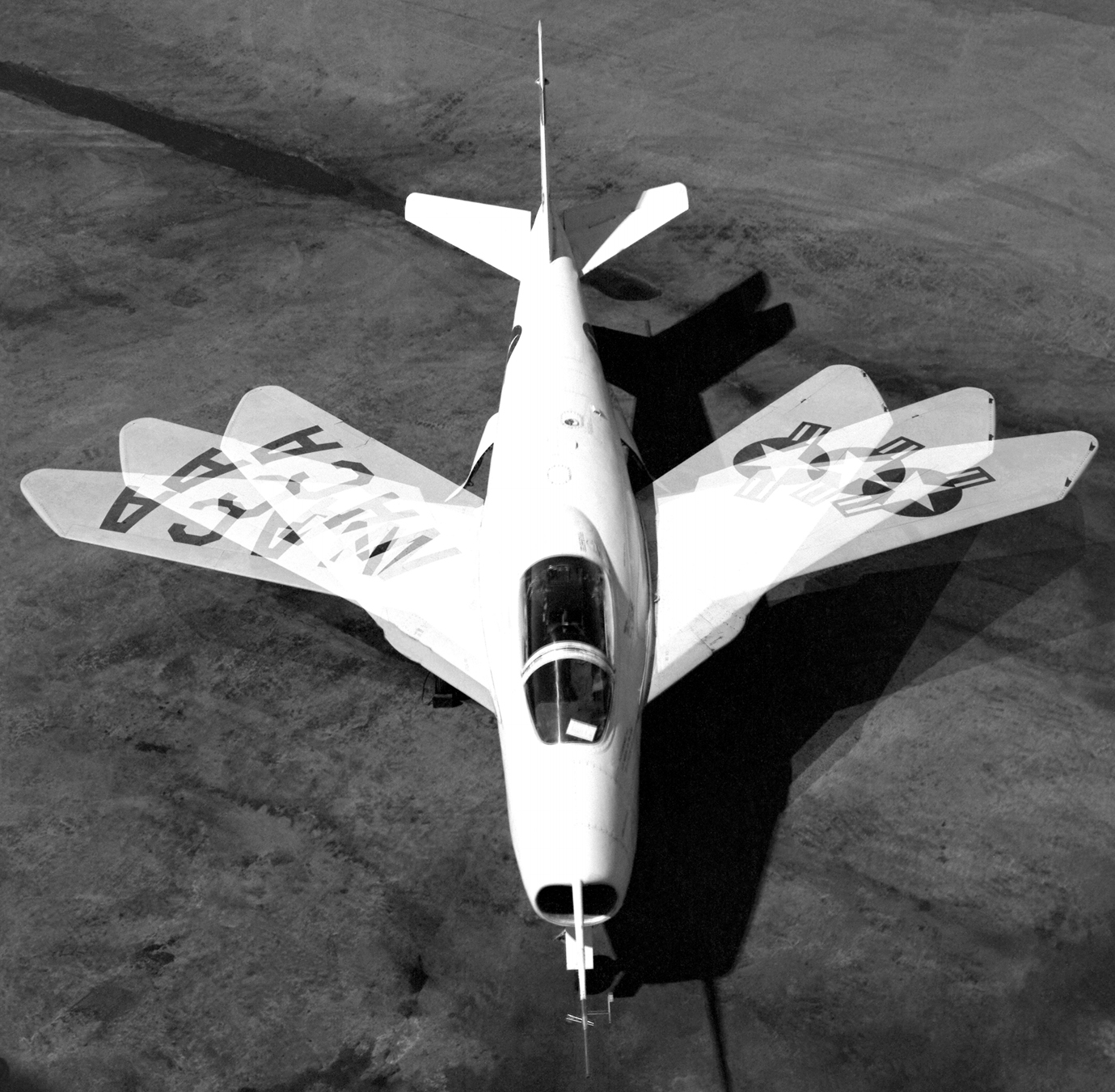
A composite photograph showing the Bell X-5’s variable-sweep wing.

Bell X-5 là loại máy bay máy bay đầu tiên có thể thay đổi góc cánh khi bay.

## Tính năng kỹ chiến thuật (Bell X-5)
Đặc điểm tổng quát
- Tổ lái: 1
- Chiều dài: 33 ft 4 in (10,1 m)
- Sải cánh: 

  - Thẳng: 33 ft 6 in (10.2 m)
  - Xuôi góc 60°: 20 ft 10 in (6,5 m)
- Chiều cao: 12 ft (3,6 m)
- Diện tích cánh: 175 sq. ft. (16,26 m².)
- Trọng lượng rỗng: 6.336 lb (2.880 kg)
- Trọng lượng cất cánh tối đa: 9.980 lb (4.536 kg)
- Động cơ: 1 × Allison J35-A-17 kiểu turbojet, 4.900 lbf (21,8 kN)

 Hiệu suất bay 
- Vận tốc cực đại: 716 mph (1.150 km/h)
- Tầm bay: 750 mi (1.207 km)
- Trần bay: 49.900 ft (15.200 m)
- Lực đẩy/trọng lượng: 0,50:1